# Sleepaway Camp
Sleepaway Camp (ook uitgebracht als Nightmare Vacation) is een Amerikaanse slasherfilm uit 1983, geschreven en geregisseerd door Robert Hiltzik, die ook als uitvoerend producent heeft gediend. De film vertelt het verhaal van een tienermeisje en haar neef die naar een zomerkamp worden gestuurd, waar een groep moorden gepleegd worden kort na hun aankomst.
Uitgebracht tijdens de bloeitijd van slasherfilms, staat de film bekend om hoe de elementen in de film zich opbouwen tot het beruchte twist-einde van de film, wat beschouwd wordt als een van de meest schokkende binnen het genre. Sinds de release is het een cultfilm geworden. Er zijn tot nu toe 4 vervolgfilms gemaakt.

## Synopsis
Na een vreselijk ongeluk overleefd te hebben gaat enkele jaren later Angela met haar neefje Ricky op zomerkamp. De groep tieners heeft het enorm naar de zin en vrijen, drinken en feesten er rustig op los. De sfeer verandert echter op slag als meerdere tieners op gruwelijke wijze worden vermoord door een onbekende moordenaar.

## Rolverdeling
| Acteur                       | Personage                            |
| ---------------------------- | ------------------------------------ |
| Felissa Rose                 | Angela Baker                         |
| Colette Lee Corcoran         | Jonge Angela                         |
| Jonathan Tiersten            | Ricky Thomas (als Jonathan Tierston) |
| Karen Fields                 | Judy                                 |
| Christopher Collet           | Paul                                 |
| Katherine Kamhi              | Meg                                  |
| Mike Kellin                  | Kampbeheerder Mel                    |
| Amy Baio                     | Brooke Warner                        |
| Paul DeAngelo                | Ronnie Angelo                        |
| Susan Glaze                  | Susie                                |
| Thomas E. van Dell           | Mike                                 |
| Loris Diran                  | Billy (als Loris Sallahian)          |
| John E. Dunn                 | Kenny (als John Dunn)                |
| Willy Kuskin                 | Mozart                               |
| Desiree Gould                | Tante Martha Thomas                  |
| Owen Hughes                  | Hal, de kok                          |
| Robert Earl Jones            | Ben                                  |
| Ethan Larosa                 | Jimmy                                |
| Lisa Buckler                 | Leslie                               |
| Allen Breton                 | Agent Frank                          |
| Dan Tursi                    | John Baker                           |
| James Paradise               | Lenny                                |
| Alyson Mord                  | Mary Ann                             |
| Carol Robinson Alexander     | Dolores (als Carol Robinson)         |
| Maximo Gianfranco Sorrentino | Jonge Peter (als Frank Sorrentino)   |

## Vervolgfilms
- Sleepaway Camp II: Unhappy Campers (1988)
- Sleepaway Camp III: Teenage Wasteland (1989)
- Sleepaway Camp IV: The Survivor (1992)
- Return to Sleepaway Camp (2008)